# Celida Sesselmann
Johanna Celida Sesselmann (geb. Trost; * 22. Juni 1883 in Lindau im Bodensee; † 12. Oktober 1937) war eine deutsche Dichterin.

## Leben
Celida Sesselmann besuchte die Maria-Ward-Schule in Lindau und anschließend ein Internat in Montreux. Hier begann sie schon mit dem Schreiben von Gedichten. Im Jahr 1907 heiratete sie den Baumeister und Architekten Heinrich Sesselmann und hatte mit ihm zwei Töchter. 1925 gründete sie in Lindau einen literarischen Kreis.
Celida Sesselmanns Gedichte handeln von „dem Leid der Liebe ohne Erfüllung, das soziale Problem, mit dem sich Frauen auseinanderzusetzen haben und die Ergebung in den göttlichen Willen.“
Celida Sesselmann starb 1937 im Alter von 54 Jahren nach schwerer Krankheit.

## Werke (Auswahl)
- 1923: Altmodische Herzen
- Kinder der Sehnsucht
- 1925: Die Moorhexe
- 1928: Die Fröstelnden
- 1930: Die Frau von Gottes Gnaden
- 1930: Italienfahrt
- 1933: Haltestellen
- Grünes Allgäu in Gloria
- Die Insel